# Kreuzkirche (Lingen)

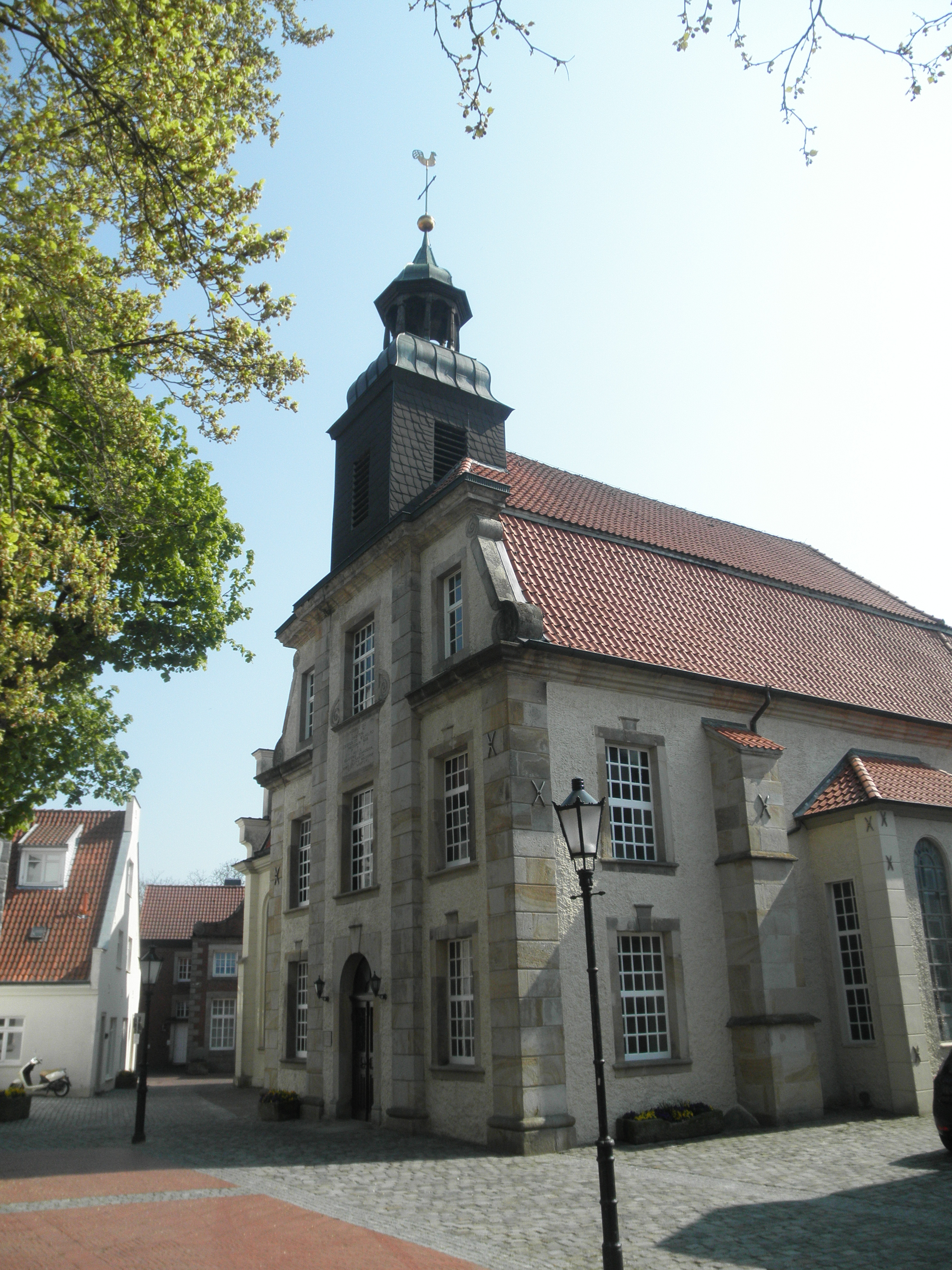
Lingen, Kreuzkirche

Die evangelisch-lutherische, denkmalgeschützte Kreuzkirche steht in Lingen, eine Stadt im Landkreis Emsland von Niedersachsen. Die Kirchengemeinde gehört zum Kirchenkreis Emsland-Bentheim im Sprengel Ostfriesland-Ems der Evangelisch-lutherischen Landeskirche Hannovers.

## Beschreibung
Die Saalkirche ist die älteste lutherische Kirche des Emslandes. Sie wurde 1733 bis 1737 vom Landbaumeister Bielitz in Südost/Nordwest-Richtung erbaut. 1888 wurde dem mit einem Mansarddach bedeckten Langhaus, das mit einem halbrunden Chor abschließt, ein neuromanischer Anbau nach Nordosten angefügt. Das bisherige Langhaus diente nun als Querschiff. Das verputzte Mauerwerk der Kirche ist mit Strebepfeilern, Ecksteinen und Pilastern aus Sandsteinen gegliedert. Die repräsentative Fassade ist zum Universitätsplatz ausgerichtet. Die Pilaster bilden hier einen dreigeschossigen Risalit, in dem sich das rundbogige Portal befindet. Oberhalb des Dachgesimses erhebt sich aus dem Mansarddach ein Dachturm mit offener Laterne. 
Der Innenraum ist außerhalb des quadratischen Joches mit einem Kreuzgratgewölbe überspannt. Im querrechteckigen Anbau sind Emporen eingebaut. Die Orgel mit 21 Registern, verteilt auf zwei Manuale und ein Pedal, wurde 1959 von Flentrop Orgelbouw gebaut.